# Spiralothelphusa hydrodroma
Spiralothelphusa hydrodroma е вид десетоного от семейство Gecarcinucidae. Видът не е застрашен от изчезване.

## Разпространение
Разпространен е в Индия (Западна Бенгалия, Керала, Ориса, Пондичери, Тамил Наду и Утар Прадеш).

## Описание
Популацията на вида е стабилна.